# Gilles Servat
Pour les articles homonymes, voir Servat.
Gilles Servat, né le 1er février 1945 à Tarbes, est un auteur-compositeur-interprète français, ardent défenseur de la culture bretonne armoricaine et d'expression bretonne et française, mais également des autres langues celtiques.
C'est aussi un poète, dont le début de carrière a été marqué par la chanson La Blanche Hermine qui est devenue un symbole en Bretagne. Auteur d'une discographie importante, il a fait partie des artistes qui ont participé à l'Héritage des Celtes créé par Dan Ar Braz. C'est aussi un romancier qui sait faire revivre l'épopée celte et la réalité de la Bretagne armoricaine.

## Biographie

### Formation et débuts
Gilles Servat naît dans les Hautes-Pyrénées, d'un père d'origine nantaise et d'une mère du Croisic. Son arrière-grand-père ariégeois est montreur d'ours. La famille déménage à Nantes trois mois après sa naissance, puis s'installe rapidement à Cholet, son père obtenant un poste de chef du personnel à l'usine Ernault-Batignolles. Gilles Servat passe donc son enfance et son adolescence dans cette ville, avec des passages réguliers par Nantes, où son père a gardé des attaches. Il est bercé par Georges Brassens puis Léo Ferré, qui, plus que pour l'écriture, l'influencent dans sa manière de penser et de réagir face aux événements. Après des études au lycée Colbert de Cholet, où il obtient un baccalauréat littéraire, il est élève à l’école des beaux-arts d'Angers. Il étudie la sculpture, la peinture, le dessin, la gravure et se destine au professorat. Mais l'art conceptuel qui commençait à s'imposer le fait s'éloigner du milieu. Il passe quatre ans à Angers puis deux ans à Paris, où il travaille quelques mois au service des redevances de l'ORTF.
Il commence à écrire en 1967, pour s'exprimer librement et créer son répertoire. En mai 1968, il découvre en profondeur les problèmes politiques bretons, grâce notamment au Groisillon Serge Bihan rencontré à Angers, et fait le parallèle avec les peuples du sud de la France. Un séjour déterminant dans sa relation personnelle avec la Bretagne date de 1969, à l'île de Groix. Hébergé chez un restaurateur, il est invité à s'y produire tout l'été. Il découvre une société populaire, lit le livre Ar en deulin de Yann-Ber Kalloc'h, comprend quelles sont ses racines et décide de les chanter. C'est Chez Pouzoulic, un café de l'île de Groix, qu'il rencontre Glenmor pour la première fois ; le grand barde lui propose de le rejoindre sur scène pour quelques chansons et proclame au micro après le passage de Servat « Qui a dit que le bardisme était mort ? ». À l'approche de l'automne, « Gilles de Groix » rentre à Paris pour y travailler. Il se produit alors très régulièrement à Paris, par exemple à La Ville de Guingamp (dans le quartier du Montparnasse). Patron du célèbre « café national breton » Ti Jos, Yvon Ollitraut le découvre et l'invite à s'y produire.
Pendant plus de deux ans, il fait la manche en se produisant tous les soirs au restaurant Ti Jos, lieu de rencontre pour les Bretons de Paris. C'est dans ce lieu qu'en 1970, il crée La Blanche Hermine en la chantant pour la première fois. La vie à Paris nourrit sa « bretonnitude » et lui inspire Montparnasse blues. Il commence d'ailleurs à apprendre le breton à l'association Kêr Vreizh. Abandonnant un emploi de fonctionnaire aux PTT, il se lance dans l’aventure musicale, entraîné également dans cette voie par la découverte d'Alan Stivell. Gilles Servat est également membre de la Gorsedd de Bretagne. En 1972, il s'installe à Nantes.

### La carrière

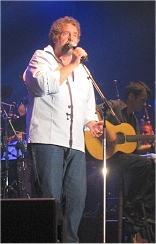
Gilles Servat en concert à Lorient.

Au tout début des années 1970, il participe à la création de la maison d'édition « Kelenn », qui compte notamment des artistes tels que les Tri Yann. Lorsqu'elle est revendue à la firme Phonogram (maison de disques du groupe PolyGram chez qui Alan Stivell signe quelques années auparavant), il crée son label nommé Kalondour. En 1972 il sort son premier album La Blanche Hermine, dont le titre éponyme deviendra au fil du temps, une sorte d'hymne officieux de la Bretagne, la plus célèbre des protests songs bretonnes. Succès commercial, il est disque d'or avec 100 000 exemplaires vendus. Il décrit dans La Blanche Hermine le cas de conscience d'un homme tiraillé entre l'amour de sa femme et la lutte armée pour la décolonisation de son pays. Elle marque clairement le refus de la perte d'identité de la Bretagne, de même que la chanson Kaoc'h ki gwenn ha kaoc'h ki du.
Dans son premier disque, les chansons didactiques traduisent son analyse de la Bretagne (historique, politique, sociale) mais de façon limpide, avec le langage quotidien sans le jargon militant. Cette démarche est visible dans Les Bretons typiques et Les Prolétaires. La première, sur le mode humoristique, en réutilisant l'air de Ils ont des chapeaux ronds, décrit l'aliénation des Bretons dont la colonisation française a fait des personnages pittoresques et « inoffensifs ». L'autre explique comment le capitalisme et l'industrialisation créent un prolétariat, comment on force la Bretagne à « participer » à une société bloquée. Les autres chansons vont du blues mélancolique (Montparnasse Blues, Kalondour) au traditionnel breton 
Portée par le succès de La Blanche Hermine, sa discographie va se développer de manière régulière. Parallèlement, il consacre beaucoup de son temps à donner des concerts tant en France qu’à l’étranger. Dans la décennie des années 1970, il sort quasiment un album par an. En 1973, il présente lors d'un Musicorama d'Europe 1 à l'Olympia Ki Du (chien noir), un album enregistré en Bretagne avec les musiciens qui l'accompagnent, alors que le premier avait été enregistré en Irlande avec des musiciens irlandais. Une chanson est écrite en breton et une en hommage à l'île de Groix par sa femme originaire de Groix. En juin 1974, L'Hirondelle présente deux textes en breton qu'il a écrit (dont la gwerz sur la mort de Víctor Jara), des textes en français sur les sujets bretons qui voisinent avec des thèmes politiques d'intérêt similaire (Le paysan basque) ou plus général (Litanies pour l'an 2000). Suivent ensuite La Liberté brille dans la nuit et Le Pouvoir des mots (une face en breton et l'autre en français). Les textes de ses chansons alternent l’inspiration poétique et la revendication militante, politique. En 1977, c’est Chantez la vie, l'amour et la mort, dont la chanson titre est éloquente, entre chansons intimistes et populaires, comme le détournement de chants à danser à refrain répété (Madame la Colline, le kan ha diskan de Gavotte des frontières naturelles).
Après L'Or et le Cuivre en 1979, il rend hommage, l’année suivante, à René Guy Cadou (1920-1951), poète breton mort prématurément, avec l'album Hommage à René Guy Cadou. Ainsi, à partir de 1980, il prend du recul avec le militantisme, en quittant l'UDB et en écrivant des textes moins engagés et plus contemplatifs. En 1981, il propose un album en concert et en 1982, Je ne hurlerai pas avec les loups renoue avec la chanson poétique, tout en continuant d'exprimer son refus de tout manichéisme, notamment dans le texte principal qui dure seize minutes. En 1984 et 1985, il participe aux activités du Théâtre de la Chimère de Michel Ecoffard. En 1988, Mad in Sérénité obtient le Grand Prix de l’Académie Charles-Cros et le Prix du Conseil Régional de Bretagne. L’album Le Fleuve sorti en 1992 fait l’objet d’un spectacle, présenté aux Tombées de la nuit, festival rennais.
À partir de 1993, il rejoint Dan Ar Braz pour l’aventure de l’Héritage des Celtes, un projet qui ambitionne de présenter la richesse de la musique celtique dans toute sa diversité. Il retrouve entre autres, Elaine Morgan, Nollaig Casey, Karen Matheson (chanteuse du groupe Capercaillie), Yann-Fañch Kemener, Donald Shaw. Il participe à l’enregistrement des quatre albums : Héritage des Celtes (1994), En concert (1995), Finisterres (1997) et le Zénith (concert en 1998). L’année suivante, il est présent sur la réunion des Bretagnes à Bercy avec, outre les artistes de « L’Héritage », Armens, Alan Stivell et Tri Yann.
En 1996 sort l’album Sur les quais de Dublin, sur lequel il a invité quelques artistes : Ronnie Drew (des Dubliners), Andy Irvine, Rita Connolly, le Bagad Ronsed-Mor de Locoal-Mendon. Touche pas à la blanche hermine est un disque enregistré en public, en 1998 à Auray, sur lequel on retrouve quelques-uns de ses titres les plus connus (Vieille ville de merde, Sur les quais de Dublin, etc) ; le morceau La blanche Hermine est précédé de la récitation du texte Touche pas…, une diatribe contre les militants du Front national, qui récupèrent sa chanson dans leurs meetings. Fin 1999, il enregistre à Dublin Comme je voudrai !, un album sorti en 2000 qui contient des chansons poétiques, écrites durant son séjour en Irlande d'où il puise son inspiration. Il écrit une chanson à la suite du naufrage de l'Erika, qui a pollué les côtes de Bretagne en décembre 1999. En juillet 1999, il se produit au festival des Vieilles Charrues avec le Bagad Roñsed-Mor.

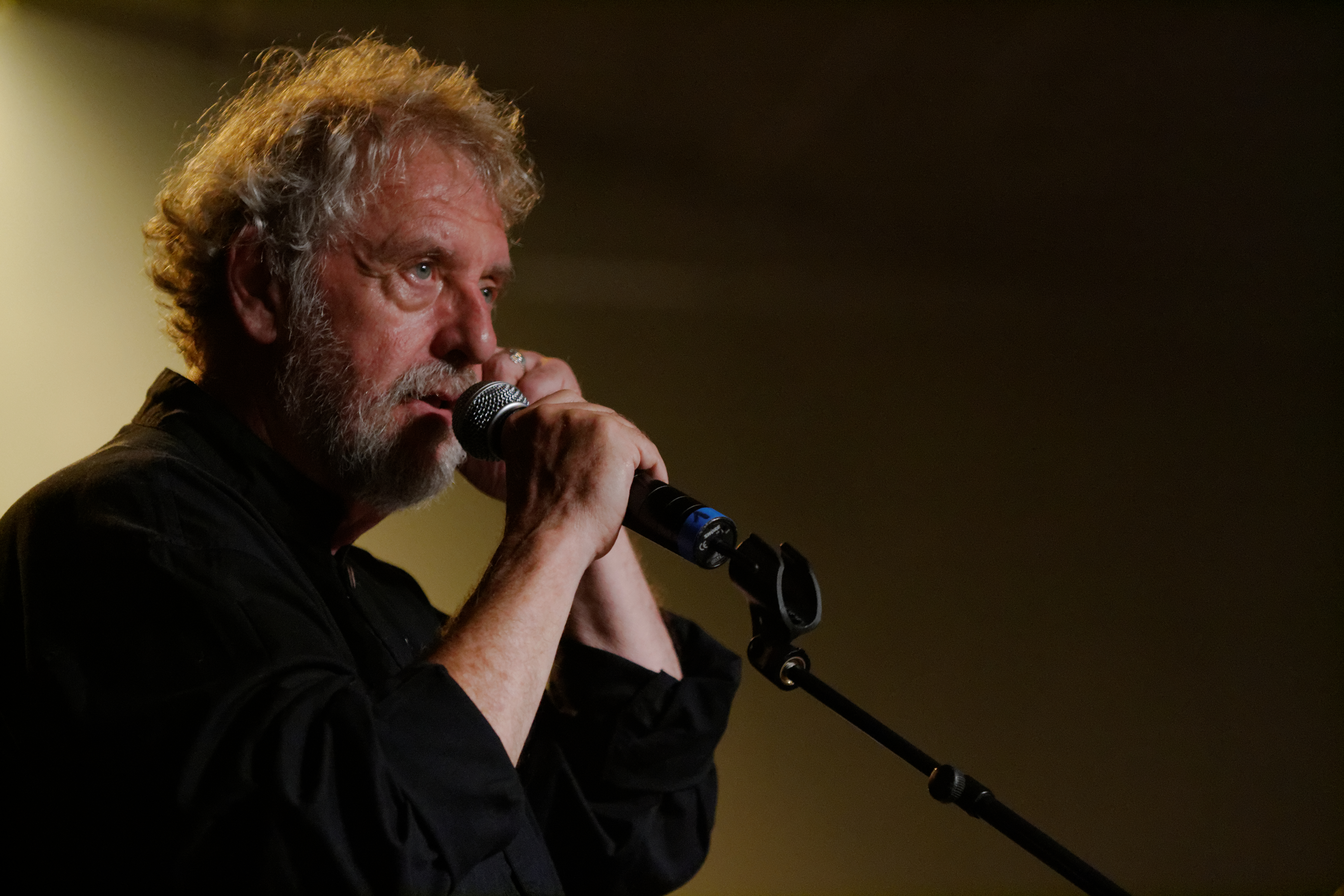
Concert anniversaire de l'Héritage des Celtes avec Dan Ar Braz au festival de Cornouaille 2013.

En 2001, il réalise une création spéciale pour le festival des Vieilles Charrues, intitulée Bretagne, nous te ferons. En 2003 à Saint-Malo, il reçoit le collier de l’Ordre de l'Hermine, qui récompense les personnalités qui œuvrent pour le rayonnement de la Bretagne. Le 19 mai 2005, il sort un nouvel album : Sous le ciel de cuivre et d'eau qui contient notamment une chanson à la mémoire de Polig Monjarret intitulée Le Général des Binious, surnom du fondateur de la Bodadeg ar Sonerion.
En 2006, à l’occasion de ses trente-cinq ans de carrière, il sort une compilation en deux CD, dont les trente-cinq titres ont été choisis par le public. Le 12 novembre, il donne un concert anniversaire à l’Olympia en compagnie de Nolwenn Korbell et de l'Ensemble choral du Bout du Monde. Pour fêter ses cinquante-cinq ans, le chanteur Renaud l'invite au Zénith de Nantes, en duo sur Dans la jungle (écrite pour Ingrid Betancourt, dont un couplet est en breton) et La Blanche Hermine.
En 2009, Gilles Servat témoigne et apporte son soutien à six jeunes militants pour la réunification de la Bretagne, inculpés pour des actions de désobéissance civile. En 2011, le chanteur sort un nouvel album studio intitulé Ailes et îles. Avec des membres des Goristes, en octobre 2013, il sort C'est ça qu'on aime vivre avec.
En 2016, Gilles Servat travaille, avec Jean-Philippe Mauras et son agence Lenn Production, à un nouveau spectacle « 70 ans… à l'Ouest », occasion de défiler ses 50 ans de carrière, avec une nouvelle équipe de musiciens dont l'écossais Calum Stewart et de commencer une nouvelle tournée prévue jusqu'en 2018. En mars 2017, l'album éponyme de la tournée « 70 ans...à l'Ouest » (Coop Breizh) est enregistré, regroupant des titres nouveaux, des titres réécrits et des titres réarrangés liés du spectacle. 
En 2019, une nouvelle étape dans la carrière de Gilles Servat avec un spectacle inédit « A Cordes déployées », rencontre entre son univers et celui de la musique classique,.

### Albums en public

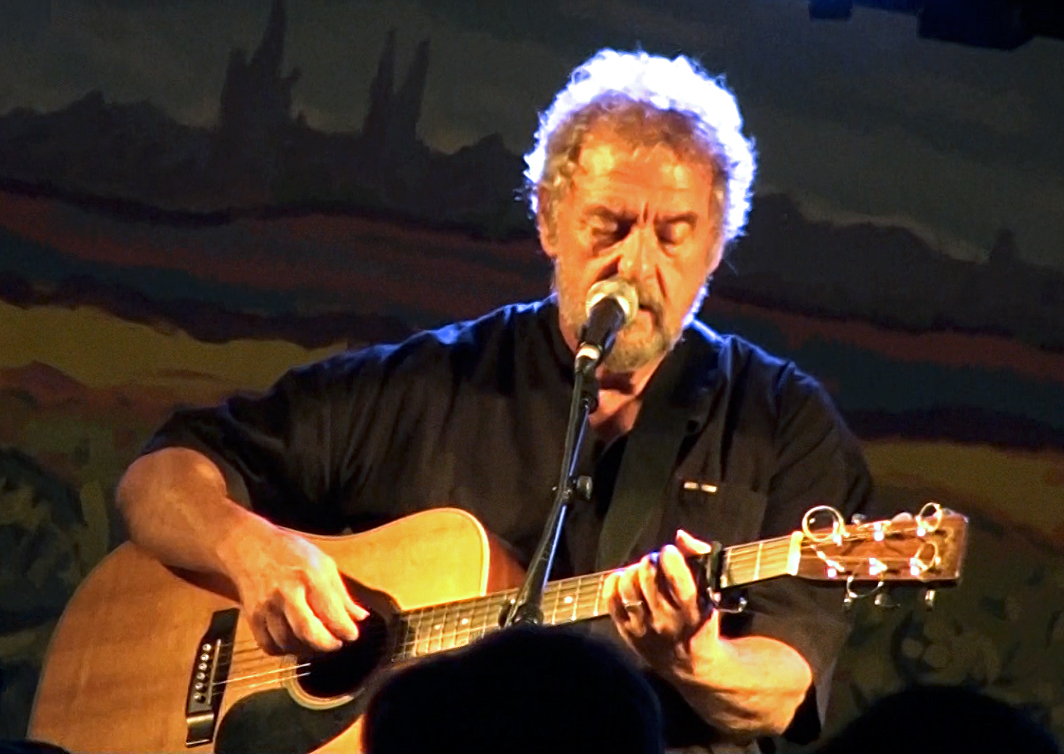
Concert à Saint-Pol-de-Léon en 2010.

## Collaborations

### AvecDan Ar Brazet L'Héritage des Celtes
- 1994 : Héritage des Celtes Columbia COL 477 763 2
- 1995 : En Concert Columbia COL 48 530 2
- 1997 : Finisterres Columbia SAN 489 167 2
- 1998 : Zénith Saint George SAN 491 911 2
- 1999 : Bretagnes à Bercy (CD/DVD, 3 chansons en solo) Saint Gorges SAN 494 510 2
- 2003 : Nuit celtique 2002 au Stade de France
- 2014 : Célébration d'un héritage

### Autres participations
- 1974 : Veillée à l'auberge Kloz En Douet de Merlevenez - Chansons de la Mer, de la Marine et de Marins - 33 tours
- 1976 : Koar du - Skoazell Vreizh - 33 tours
- 1976 : Chansons Politiques d'Aujourd'hui - 33 tours
- 1978 : Ils se Meurent nos Oiseaux - 33 tours
- 1979 : Contr'Eurovision vol.1 - 33 tours
- 1984 : Cri-Ratures - 33 tours avec Théophile Tamayo, Gilles Elbaz, Claude Antonini
- 1988 : Le Vaisseau de pierre, du groupe Tri Yann
- 1993 : Again d'Alan Stivell
- 1994 : Foeter Bro / Just a traveller / Compagnon de route de Youenn Gwernig
- 1994 : Last hero du groupe Kad
- 1999 : Identités d'Idir (en duo avec Idir)
- 2000 : Saint-Patrick avec Dónal Lunny
- 2001 : Buhez - Ensemble choral du Bout du Monde
- 2003 : Un Galicien en Bretagne de Carlos Núñez
- 2004 : Keltiafrica - Le Mystère Celte rencontre la magie Africaine (collectif : Didier Guyot, Doudou N'diaye Rose, Bagad Kemperle...)
- 2006 : Les Confessions d'un con d'Olivier Trévidy (chanson Kleuzioù brug)
- 2007 : Roc'h amer, SNSM de l'Aber-Wrac'h
- 2008 : Dremmwel, SNSM de Kerlouan - titres : Les moulins de Guérande, La maison d’Irlande
- 2010 : Amzer an dispac'h du groupe Les Ramoneurs de menhirs
- 2017 : Breizh eo ma bro !, collectif (Sony Music)
- 2018 : Stér an dour / Le sens de l'eau - Ensemble choral du Bout du Monde (titre : Bugaleaj nevez)

## Œuvre littéraire

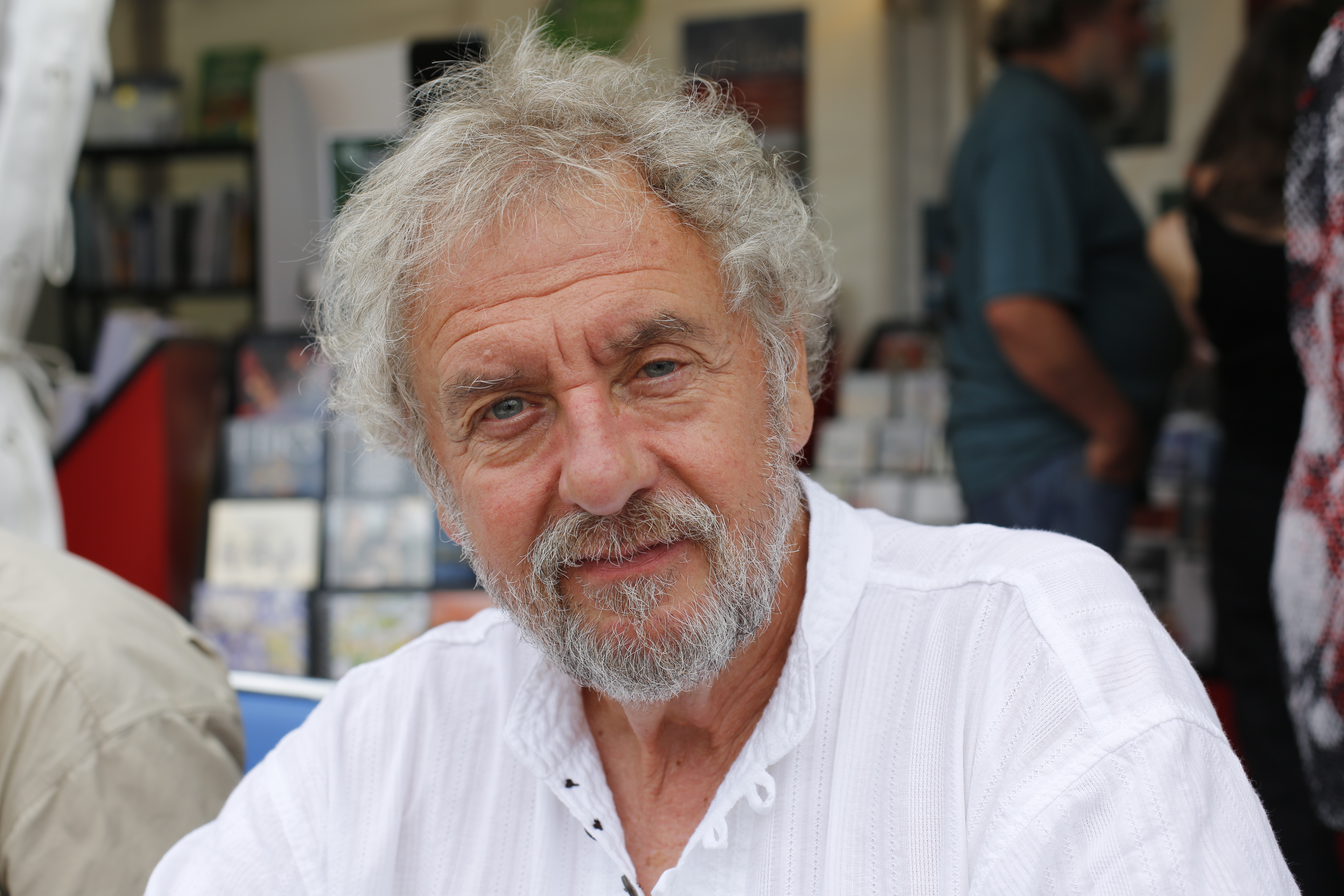
Gilles Servat en dédicace lors du Festival interceltique de Lorient, le 9 août 2013.

- Mise à mort des cultures populaires en collaboration avec Guy Millière, éditions Syros (1978).
- Connemara (photographies de Didier Houeix), Éditions Apogée, coll. « Terres celtes », Rennes.

Dans le domaine de la science-fiction :
- La Naissance d'Arcturus (1986), éditions Kornog.
- Les Chroniques d’Arcturus, éditions L’Atalante
  1. Skinn Mac Dana (1995)
  2. La Navigation de Myrdhinn (1996)
  3. Arcturus (1997)
  4. Les Ssahanis (2000)
  5. Le Dixième Jour de Branvode (2003)
  6. La Lance de Lughern (2007)
  7. Le Monde-aux-jumeaux (2013)
- Postface du roman Les Sonneurs Noirs de Jean-Pierre Hubert, collection Autres Mondes, Mango.
- Sous le signe d'Hélène Cadou, collectif, éditions du Traict, 2010

## Musique de films
- Chronique des années tristes: ils ne vivront pas au pays, Alain Aubert, 1980[24]

## Filmographie

### Acteur
- 1973 : joue son propre rôle dans le film de Gérard Guérin Lo Païs[25].
- 1974 : joue dans le film de René Vautier et Nicole Le Garrec La Folle de Toujane ou comment on devient un ennemi de l'intérieur[26].
- 1975 : joue dans le film d'Alain Aubert Quatre journées d'un partisan.

### Documentaires
- 1993 : Portrait Gilles Servat : L'itinéraire non fléché du chanteur engagé, film d'Alain Gallet, France 3 Ouest, 52 min.
- 2014 : Libre propos d'un homme sensible, documentaire de Simon Le Peutrec (DVD Coop Breizh).
- 2022 : Gilles Servat, la voix libre, de Laurent Jézéquel, produit par Aligal Production.

## Idées et engagements
Gilles Servat a la volonté de s'en prendre à l'ordre établi et de dénoncer le mépris des puissants (dans son premier album avec Les Bretons typiques par exemple). Il joue pour les grévistes de l'usine du Joint français (plusieurs galas, notamment en avril 1972 à Guingamp) qui pour lui est un « événement marquant », devant la foule de manifestants contre le projet de centrale nucléaire de Plogoff, un gala de soutien pour des mineurs en grève contre Margaret Thatcher au pays de Galles... Les années soixante-dix sont une période d'engagement politique important pour le chanteur, qui adhère à l'Union démocratique bretonne, mouvement pour lequel il est candidat à différentes élections à Nantes. Ayant vécu vingt ans dans cette ville, il a toujours manifesté son soutien pour le rattachement de la Loire-Atlantique à la région Bretagne. Son départ du mouvement autonomiste de gauche au début des années 1980 marque sa prise de recul au niveau de l'engagement dans ses textes.
Même si sa colère s'est atténuée, il soutient lors de galas, des chômeurs, des sans-papiers et tout autres individus en difficulté. Il explique ainsi l’adoucissement de ses textes : « Peu à peu, le monde m'apparaissait comme une sorte de truc sombre, terrible, manichéen. Moi-même je me gonflais de haine. [...] je ne connais pas le monde du travail. Je serais hypocrite si je parlais à la place de ceux qui sont confrontés à des choses très dures. » Au niveau politique, il affirme lors du grand concert pour la reconstitution du Parlement de Bretagne qu'il n'est pas là pour réclamer un palais de justice mais une vraie assemblée. Gilles Servat est attaché à la préservation de la langue bretonne. Dès son premier album, il chante des traditionnels en breton. Cette langue, explique-t-il, est chargée de poésie : « Le breton est une langue naturellement portée vers la poésie parce qu'elle est concrète et imagée. De plus, elle m'ouvre des champs nouveaux, par ses différences avec le français, que ce soit dans les genres ou les relations sonores et sémantiques. ».
En 1996, lorsqu'il apprend que des militants du Front national chantent la Blanche Hermine, il compose un vigoureux Touche pas à la Blanche Hermine !. La défense de l'environnement est un sujet constant chez l'artiste : des premières chansons comme Les Colonies et Les Prolétaires, à Arbres, Madame la colline ou Erika, Erika, des luttes antinucléaires au refus du remembrement, Gilles Servat soutient la plupart des combats écologiques en Bretagne. Mais lorsqu'en 1978 l'Amoco Cadiz déverse sur les côtes bretonnes ses 227 000 tonnes de pétrole, Servat, choqué, ne peut écrire une chanson capable d'exprimer la monstruosité du phénomène. À l'invitation de Carlos Núñez qui organise un concert de soutien aux sinistrés du naufrage du Prestige, marée noire ayant touché les côtes bretonnes et surtout galiciennes, il se rend en Galice avec Dan Ar Braz et le bagad de Locoal-Mendon. Dans des chansons comme Madame la Colline, « Gilles-la-colère » dénonce poétiquement les effets de la production agroalimentaire intensifiée dans les années 1960-70 et du remembrement. La défense et la proximité de la nature ne sont pas antinomiques avec ses convictions sur le druidisme : « Pour moi, la lutte pour la nature est indissociable de celle pour la langue et la culture. [...] Je pense que la culture d'un peuple est révélatrice de ses structures sociales. On a perdu beaucoup de structures paysannes en passant au monde urbain aujourd'hui. Même s'il nous reste la musique et la langue. Mais dans la culture d'un peuple, il y a aussi sa façon d’envisager l'au-delà, la spiritualité qu'il a pu développer ». La faune et la flore inspirent les textes de Servat : L'Hirondelle, Je dors en Bretagne, Mon cœur ne s'habituera jamais.

#### Ouvrages
- André-Georges Hamon, Chantre de toutes les Bretagnes, Jean Picollec, 1981, 441-448 p..
- Christian Renaut, Regard sur Gilles Servat (photographies), 1989.
- Guy Millière, Gilles Servat, Chansons politiques d’aujourd’hui, Combat Culturel, éditions Seghers  (Syros), 1976
- Daniel Morvan (photogr. Bernard Galéron), Bretagne, Terre de musiques, e-novation, 2001, 144 p. (ISBN 978-2-9516936-0-9), « En(chanter) - kanañ ha dudiañ : Les nouveaux bardes. Gilles Servat, chanteur en cinémascope », p. 110-113.
- Erwan Chartier, Gilles Servat, Portrait, Blanc Silex, 2003, 144 p. réédition Coop Breizh, Spézet, 2006  (ISBN 978-2843462955)

#### Travaux universitaires
- Patrice Elegoet, La musique et la chanson bretonnes : de la tradition à la modernité, ANRT, thèse en études celtiques à l'Université de Rennes 2, 2006, 468 p. (ISBN 2729569871), « Gilles Servat », p. 281-293

#### Articles de presse
- Pascale Werner, « Une voix en avant deux voix en arrière », Autrement, no 19 « Bretagne, les chevaux d'espoir »,‎ 1979, p. 85
- O. du Puigaudeau et Gilles Servat, « Retrouver Groix », ArMen no 29, août 1990, p. 38-43
- Daniel Morvan, « Dan ar Braz à Dublin », ArMen no 66, mars 1995, p. 45
- Daniel Morvan, « Gilles Servat, de Groix à Dublin », ArMen no 78, juillet 1996, p. 68-69
- Erwan Chartier, « Gilles Servat, le barde imaginé / l'héritage d'un Celte », ArMen, no 123,‎ août 2001, p. 22-29
- Thierry Jicourel, « Révolté au grand cœur », Celtics no 7, janvier 2002.
- Roland Delassus, « Gilles Servat. Sous le ciel de cuivre et d'eau... », Trad Magazine, no 110,‎ novembre-décembre 2006
- « J'aimerais que la Bretagne ait le même statut que la Catalogne », Bretons, no 91,‎ octobre 2013, p. 26-29
- Hervé Bellec, Un bout de chemin… avec Gilles Servat », ArMen no 198, janvier-février 2014, p. 62-63